# Basil Embry
Basil Embry (Gloucestershire, 28 febbraio 1902 – Boyup Brook, 7 dicembre 1977) è stato un generale e aviatore inglese, primo militare britannico ad essere insignito 4 volte del Distinguished Service Order. Durante il corso della seconda guerra mondiale fu comandante del No.107 RAF Squadron, equipaggiato con i bombardieri Bristol Blenheim, e successivamente del No.2 Bomber Group, dotato dei cacciabombardieri De Havilland Mosquito FB Mk.VI, specializzato in attacchi di precisione. Dopo la seconda guerra mondiale fu comandante del Fighter Command  (1949-1953) e poi della comandante in capo delle forze aeree alleate dell'Europa centrale (1955-1956)..

## Biografia
Nacque nel Gloucestershire il 28 febbraio 1902, terzo figlio del reverendo anglicano James e di Florence Ada Throughton. Da ragazzo frequentò la Bromsgrove School dove si appassionò al mondo dell'aviazione. Nel 1921 si arruolò nella Royal Air Force con un incarico di breve servizio come ufficiale pilota ad interim. Nel 1922 fu inviato nel Mandato britannico della Mesopotamia, prestando servizio presso il No.45 RAF Squadron dove volò suo De Havilland DH.9 e i Vickers Vernon. Suoi comandanti furono Arthur Harris e Robert Saundby. In Iraq fu pioniere dell'apertura di una rotta aerea per il trasporto della posta attraverso il deserto, sviluppò nuove tecniche di "controllo aereo" per mantenere la pace sul confine curdo, e lavorò con il servizio di ambulanza aerea, tanto che nel 1926 a venne decorato con l'Air Force Cross nel New Year Honours di quell'anno ed entrò in servizio permanente effettivo.
Promosso tenente di squadriglia ritornò in Gran Bretagna nel 1927 e divenne istruttore dapprima presso la scuola di volo di Netheravon, dove conobbe Sir Hugh Trenchard, e poi presso la Central Flying School di Uxbridge come comandante della Flight D.
Nel 1934, completati i corsi presso il RAF Staff College, fu inviato in India per prestare servizio dapprima come ufficiale di stato maggiore, e poi come ufficiale esecutivo nel No.20 RAF Squadron schierato nella Provincia della frontiera nord-occidentale. Fu promosso comandante di squadriglia nel 1935, e prestò servizio nella seconda campagna contro le tribù Mohmand. Gli fu assegnato il Distinguished Service Order (DSO) per le operazioni belliche in Waziristan nel 1938.
Nel 1938 divenne comandante di stormo, e dopo cinque anni di servizio tornò in Gran Bretagna nel 1939, dove conseguì l'abilitazione al pilotaggio di dodici tipi di aerei in tre settimane. Allo scoppio della seconda guerra mondiale era l'ufficiale comandante dello No.107 RAF Squadron dotato dei bombardieri Bristol Blenheim.

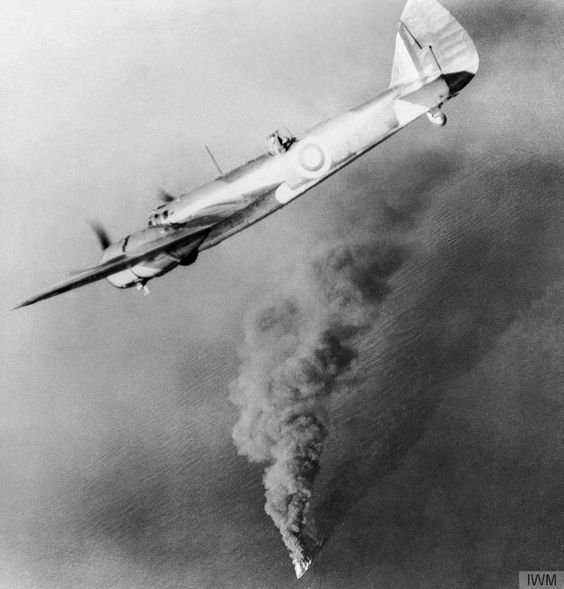
Embry, ai comandi di una Bristol Blenheim, sorvola una petroliera britannica in fiamme e che affonda nel Canale della Manica, febbraio 1940.

Guidò il suo squadron in combattimento durante le campagne in Norvegia e Francia, spesso a fronte di pesanti perdite e di un'opposizione durissima. Il 25 settembre 1939 guidò una formazione di 3 aerei in una sortita di ricognizione in Germania. Intercettato dai caccia tedeschi, il suo aereo subì gravi danni alle ali e alla fusoliera e al ritorno alla RAF Wattisham, nel Suffolk, effettuò un atterraggio forzato su una ruota. Per tutto il resto del 1939 e fino all'inizio del 1940 lo squadron effettuò numerosi attacchi di giorno e di notte su una varietà di obiettivi, compresi gli U-Boot.
Il 6 aprile 1940 la ricognizione fotografica della RAF rivelò che una forza navale tedesca, comprendente gli incrociatori da battaglia Gneisenau e Scharnhorst, era all'ancora al largo di Wilhelmshaven, e lui e il No.107 Squadron furono ben presto coinvolti in una serie di attacchi contro queste navi.
Con l'invasione tedesca della Norvegia, il NO.107 Squadron fu distaccato in Scozia, e lì effettuò dieci missioni in soli otto giorni su Stavanger e sugli aeroporti della zona, spesso in condizioni meteorologiche avverse. Soffrì di congelamento durante questo periodo, e nell'aprile 1940 Embry ricevette una bar per la sua DSO.
L'invasione tedesca della Francia, del Belgio e dei Paesi Bassi iniziò il 10 maggio 1940 e il suo reparto eseguì numerose missioni (ciascun equipaggio effettuando due o tre sortite al giorno) contro il nemico attraversando il canale della Manica verso la Francia. Per la sua leadership e il suo coraggio personale ricevette una seconda bar alla sua DSO. Il 12 maggio guidò il No.107 e il No.110 RAF Squadron in un attacco a due ponti pesantemente difesi che attraversavano il Canale Alberto a Maastricht; la formazione inquadrata dalla contraerea e intercettata da numerosi caccia Messerschmitt Bf 109, perdendo sette Bristol Blenheim dei 24 partiti. Due aerei del No.107 Squadron precipitarono a Wattisham, e ogni Blenheim sopravvissuto aveva subito alcuni danni.
Prima di essere messo a "riposo" operativo, assegnato al comando della RAF West Raynham, con la promozione a comandante di gruppo, dovette eseguire un'ultima missione. Il 27 maggio 1940 fu abbattuto da 6.000 piedi (1.800 m) dal fuoco antiaereo sopra Saint-Omer nel corso di una missione di bombardamento a basso quota contro le avanzanti colonne dell'esercito tedesco. Il suo aereo (L9341) si schiantò al suolo a Eperlecques. Del suo equipaggio, l'ufficiale pilota osservatore T.A. Whiting fu fatto prigioniero mentre il caporale G.E. Long rimase ucciso.
Fatto prigioniero di guerra ed inquadrato una colonna di prigionieri alleati vide un cartello stradale con la scritta "Embry, 3 km". Prendendolo come un buon auspicio, rotolò giù da una sponda di un canale, insieme al tenente pilota Wilfred Patrick Francis Treacy, senza che le guardie della colonna lo notassero e scappò. Evitò con successo di essere ricatturato e per due mesi vagò nella Francia,  occupata prima di ritornare in Inghilterra attraverso la Spagna e Gibilterra. 
Dopo due mesi di congedo per malattia fu assegnato al No.6 Group come Ufficiale anziano dello stato maggiore con il grado di comandante di gruppo. Dopo sole tre settimane ricevette il comando di uno stormo di caccia notturni nel RAF Fighter Command, sebbene fosse declassato al grado di comandante di stormo. Lo stormo fu sciolto nel dicembre 1940 ed egli divenne AOC RAF Wittering, ritornando al grado di comandante di gruppo nel marzo 1941. Eseguì missioni operative di caccia notturna su velivoli equipaggiati di radar presso il No.25 RAF Squadron, e nel luglio 1941 Embry ricevette il titolo cerimoniale di aiutante di campo per l'aeronautica del re Giorgio VI  e fu menzionato nei dispacci di settembre.
Nell'ottobre 1941 fu distaccato presso la Desert Air Force come consigliere e partecipò ai combattimenti nella campagna del Nordafrica. Rientrò in Gran Bretagna nel marzo 1942 e prestò nuovamente servizio come AOC Wittering e come AOC del No. 10 Group presso il Fighter Command. Nel mese di giugno fu nuovamente menzionato nei dispacci, e poi ricevette il comando del No.2 Bomber Group del Bomber Command, che nel giugno 1943 fu assegnato alla Second Tactical Air Force (2AF). Dato che i tedeschi avevano fatto circolare una sua descrizione, e messo una taglia sulla sua testa, per nascondere la propria identità volava sotto il falso nome di  "Wing Commander Smith" con numero di matricola, piastrina e vestiti che riportavano il nome di un suo collega parigrado. Dato che era al corrente di molti segreti per volare dovette chiedere il permesso al Primo ministro Wiston Churchill, che glielo concesse con riluttanza a patto che portasse sempre con sé una pillola di cianuro. 
Spinse con fervore per il riequipaggiamento del No.2 Bomber Group con il cacciabombardiere De Havilland Mosquito FB Mk.VI. I suoi aerei presero parte a missioni di bombardamento di precisione come l'attacco alla prigione di Amiens nel febbraio 1944. Il 31 ottobre 1944, prese parte con successo ad un attacco a bassa quota da parte dei Mosquito degli Squadron No. 21, 464 (RAAF) e 487 (RNZAF) contro l'università di Aarhus, Danimarca, che ospitava il quartier generale della Gestapo per l'intero Jutland. Il 21 marzo 1945 il suo reparto effettuò l'operazione Cartagine attaccando la sede della Gestapo a Copenaghen e il 17 aprile quella di Odense.
Dopo la fine della guerra, il Maresciallo dell'aria Charles Portal suggerì di creare un fondo per aiutare in Europa coloro che avevano contribuito alla fuga degli aviatori britannici, ed egli creò la RAF Escaping Society che in breve tempo raccolse la cifra di 20.000 sterline. Tra il 1949 e il 1953 fu comandante del Fighter Command, e poi comandante in capo delle forze aeree alleate dell'Europa centrale. Rappresentò la Royal Air Force ai funerali di re Giorgio VI.
Nel 1956, lasciato il servizio, si trasferì per un breve periodo in Nuova Zelanda dove scrisse la sua autobiografia, intitolata Mission Completed dove raccontava le sue imprese ed espresse la sua disillusione nel dopoguerra nei confronti dell'alto comando della RAF e delle forze assegnate all'Organizzazione del Trattato del Nord Atlantico. 
Nel marzo 1956, accompagnato dalla moglie Hope, emigrò nell'Australia Occidentale e iniziò una nuova vita come allevatore di pecore, acquistando una proprietà di 1.400 acri (5,7 km) a Chowerup, dove costruì la sua casa da solo, con l'aiuto di un libro sulle costruzioni murarie. Acquistò anche un terreno a Cape Riche, a est di Albany, e vi si trasferì alla fine degli anni sessanta del XX secolo.
Divenne attivo nella politica agricola attraverso la Farmers' Union of Western Australia, creata per rivitalizzare le aree rurali, di cui fu eletto Presidente Generale nel 1971 e rimase in carica per due anni. Nel 1972 guidò una delegazione attraverso il sud-est asiatico e fu promotore della fondazione della Rural Traders Co-operative (WA) Ltd di cui fu come primo presidente (1972-75).
Divenuto presidente della Royal Air Forces Escaping Society lavorò a ritmo serrato finché non si ammalò nel 1975. Si spense a Boyup Brook, nell'Australia occidentale, il 7 dicembre 1977. Sposato con Lady Margaret Mildred Norfolk Hope Elliot, nata in Australia, a Parigi dal 1º agosto 1928, la coppia ebbe cinque figli, incluso il politico dell'Australia occidentale Paddy Embry.
Il 19 aprile 2007 Spink ha messo all'asta il gruppo di medaglie del maresciallo capo dell'aeronautica Sir Basil Embry, vendendolo per 155.350 sterline a Michael Naxton, un agente.

### Annotazioni
1. ↑  Raggiunse dapprima Hesdin, poi Dreuil-Hamil, Cayeux, Neufchatel, Beauvais, Parigi (18 giugno), Limonges, Bayonne. Alla fine, arrivando nei Pirenei orientali, tentò per la prima volta, senza successo, di fuggire da Port Vendres. Successivamente è stato introdotto clandestinamente attraverso il posto di frontiera di Le Perthus nel bagagliaio di un'auto. Durante la fuga uccise quattro soldati tedeschi che lo avevano trovato in abiti civili e minacciavano di fucilarlo come spia.
2. ↑  Essendo già al corrente della pianificazione dell'Operazione Overlord gli fu impedito di partecipare all'azione, venendo sostituito dal colonnello Percy C. Pickard, comandante del No.140 Wing.

### Fonti
1. 1 2 3 4 5 6 7 8 9 10 11 12 13 14 15 16 17 18 19 20  Rafweb.
2. 1 2 3 4  New York Times.
3. 1 2 3 4 5 6 7 8 9 10 11 12 13  Australian Dictionary of Biography.
4. 1 2 3 4 5 6 7 8 9 10  Bowman 2014, p. 41.
5. ↑  (EN) The London Gazette (PDF), n. 33119, 29 dicembre 1925.
6. ↑  (EN) The London Gazette (PDF), n. 33120, 1º gennaio 1926.
7. ↑  (EN) The London Gazette (PDF), n. 33290, 1º luglio 1927.
8. ↑  (EN) The London Gazette (PDF), n. 34226, 3 dicembre 1935.
9. ↑  (EN) The London Gazette (PDF), n. 34551, 13 settembre 1938.
10. ↑  (EN) The London Gazette (PDF), n. 34566, 1º novembre 1938.
11. 1 2 3 4 5  Bowman 2014, p. 42.
12. ↑  (EN) The London Gazette (PDF), n. 34840, 30 April 1940.
13. 1 2  Anglophone.
14. ↑  Bowman 2014, p. 43.
15. ↑  (EN) The London Gazette (PDF), n. 35102, 11 marzo 1941.
16. ↑  (EN) The London Gazette (PDF), n. 35217, 11 luglio 1941.
17. ↑  (EN) The London Gazette (PDF), n. 35284, 24 settembre 1941.
18. ↑  (EN) The London Gazette (PDF), n. 35586, 5 giugno 1942.
19. 1 2 3 4  Galbiati 2024, p. 5.
20. ↑  Galbiati 2024, pp. 5-8.
21. ↑  Galbiati 2024, pp. 11-13.
22. ↑  Galbiati 2024, pp. 13-18.
23. ↑  (EN) The London Gazette (PDF), n. 36866, 29 dicembre 1944.
24. ↑  (EN) The London Gazette (PDF), n. 39732, 30 dicembre 1952.
25. ↑  (EN) The London Gazette (PDF), n. 40669, 2 gennaio 1956.
26. ↑  (EN) The London Gazette (PDF), n. 37161, 5 luglio 1945.